# Johann (Pfalz-Gelnhausen)

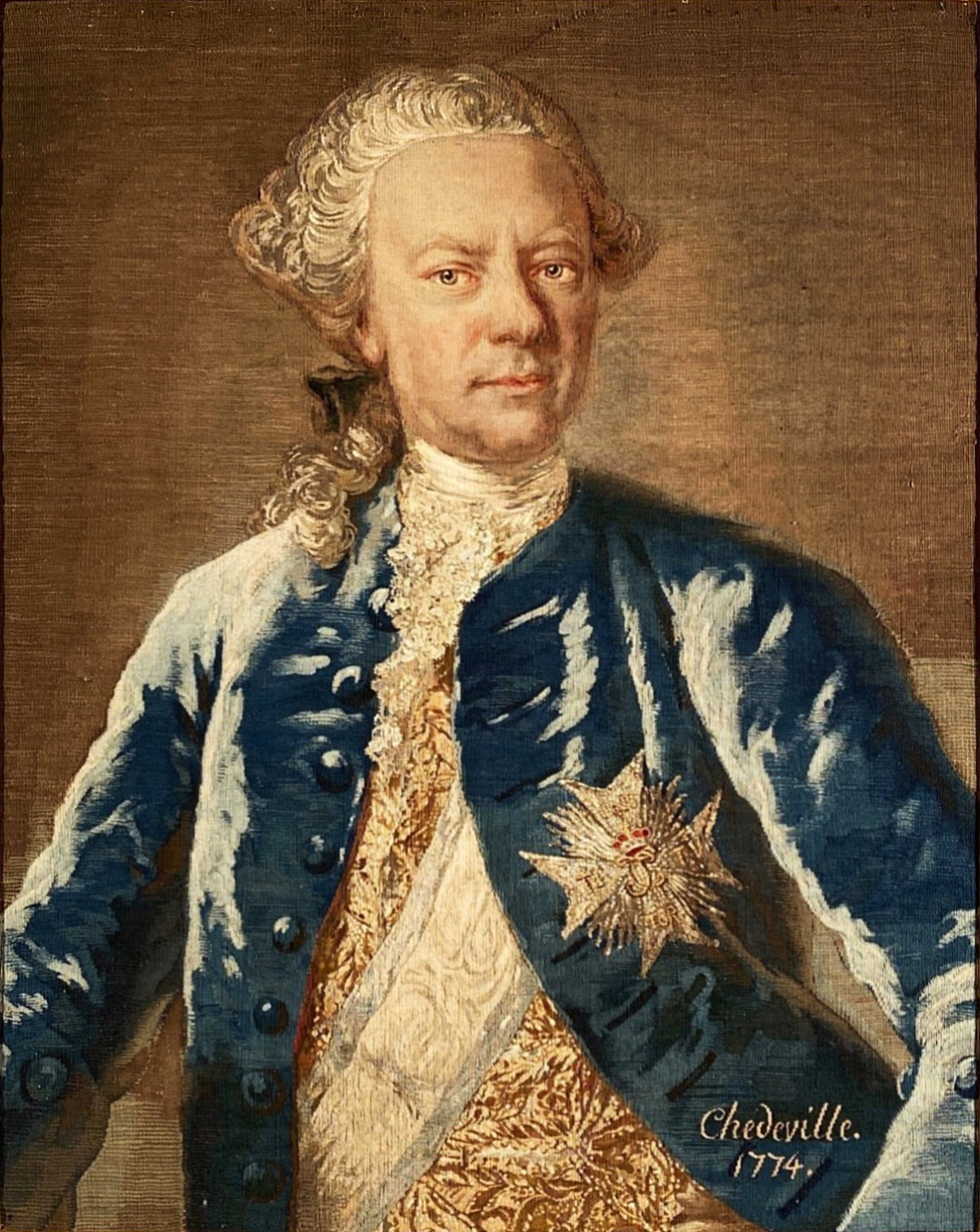

Johann von Pfalz-Birkenfeld (* 24. Mai 1698 in Gelnhausen; † 10. Februar 1780 in Mannheim) war Pfalzgraf und Herzog von Zweibrücken-Birkenfeld zu Gelnhausen.

## Leben
Johann war der jüngere Sohn des Herzogs und Pfalzgrafen Johann Karl von Birkenfeld-Gelnhausen (1638–1704) aus dessen zweiter Ehe mit Marie Esther (1665–1725), Tochter des Freiherren Georg Friedrich von Witzleben zu Elgersburg.
Er war kurpfälzischer Generalfeldzeugmeister und Befehlshaber aller kurpfälzischen Truppen, Ritter des Ordens vom Pfälzer Löwen und des Hubertusordens. Johann war zudem Statthalter des kurpfälzischen Herzogtums Jülich sowie Kommandant der Festung Jülich und lebte vorwiegend in Mannheim. Nach dem Tod seines Bruders Friedrich Bernhard 1739 folgte er diesem im Birkenfelder Deputat Gelnhausen nach.
Er ruht mit seinem ältesten Sohn Johann Karl Ludwig im Turmuntergeschoß der neuen Trinitatiskirche (Mannheim).

## Ehe und Nachkommen
Johann heiratete 1743 in Dhaun Sophie Charlotte von Salm-Dhaun (1719–1770), Tochter des Wild- und Rheingrafen Karl von Salm-Dhaun; mit ihr hatte er folgende Kinder:
- Johann Karl Ludwig (* 13./18. September 1745; † 31. März 1789), kaiserlicher Generalmajor
- Luise (1748–1829) ⚭ Graf Heinrich XXX. von Reuß-Gera (1727–1802)
- Johanna Sophie (1751–1752)
- Wilhelm (1752–1837), Herzog in Bayern ⚭ 1780 Pfalzgräfin Maria Anna von Pfalz-Zweibrücken (1753–1824)
- Friederike (*/† 1753)
- Sophia (1757–1760)
- Christian (1760–1761)
- Johann (1764–1765)